# Gangamopteris
Gangamopteris é um gênero de gimnosperma com sementes que viveram no Carbonífero e Permiano, muito semelhante à Glossopteris. Antigamente era classificada como samambaia com sementes. 
O gênero é normalmente identificado pelas folhas. Gangamopteris predomina em alguns depósitos de carvão, tais como os do Supergrupo Beacon. Plantas vascularizadas que faziam parte da flora Glossopteris que eram árvores ou arbustos de 4 a 6 metros de altura e com folhas com forma de língua.
No Rio Grande do Sul, Brasil, foram encontradas Gangamopteris obovata. Foram localizadas na Mina Morro do Papaléo em Mariana Pimentel e Quitéria em Pantano Grande. Datam do Permiano e estavam na Formação Rio Bonito. No Morro do Chapéu, na cidade de Cachoeira do Sul, encontraram foram descobertas as Gangamopteris sulriograndensis.
No estado de São Paulo, espécies de Gangamopteris são encontradas em afloramentos na região de Cerquilho. Foram identificadas a G. obovata, G. buriadica e G. angustifolia.